# Раєн О'Райллі
Раєн О'Райллі (англ. Ryan O'Reilly; 7 лютого 1991, м. Клінтон, Канада) — канадський хокеїст, центральний нападник. Виступає за «Нашвілл Предаторс» у Національній хокейній лізі.
Вихованець хокейної школи Сіворт МХА. Виступав за «Ері Отерс» (ОХЛ), «Колорадо Аваланч», «Металург» (Магнітогорськ), «Баффало Сейбрс», «Сент-Луїс Блюз», «Торонто Мейпл Ліфс». 
В чемпіонатах НХЛ станом на жовтень 2024 року — 1080 матчів (284+493), у турнірах Кубка Стенлі — 81 матч (26+41). 
У складі національної збірної Канади учасник чемпіонатів світу 2012, 2013, 2015 і 2016 (35 матчів, 7+19). У складі юніорської збірної Канади учасник чемпіонату світу 2009.
Брат: Кел О'Райллі.
Досягнення
- Чемпіон світу — (2015, 2016).
- Володар Кубка світу (2016).
- Володар Кубка Стенлі (2019)
- Володар Призу Конна Сміта (2019)
- Трофей Френка Дж. Селке (2019)